# Comuni costieri d'Italia
Di seguito sono elencati i 645 comuni costieri marittimi italiani
La suddivisione convenzionale utilizzata relativa ai mari è la seguente
- Mar Ligure: dal confine con la Francia fino al promontorio di Piombino;
- Mare Tirreno:
  - sulla penisola italiana, dal promontorio di Piombino a Punta Pezzo;
  - in Sicilia, da Capo Peloro a Capo Lilibeo;
  - in Sardegna, da Capo Carbonara a Capo Testa
- Mare di Sardegna: da Capo Testa a Capo Teulada
- Canale di Sardegna: da Capo Teulada a Capo Carbonara
- Canale di Sicilia: da Capo Lilibeo a Capo Passero
- Mare Ionio:
  - in Sicilia, da Capo Passero a Capo Peloro
  - sulla penisola italiana, da Punta Pezzo a Capo di Leuca
- Mare Adriatico: da Capo di Leuca al confine con la Slovenia

I comuni della costa settentrionale dell'isola d'Elba sono pertanto considerati affacciati sul Mar Ligure, quelli delle coste orientale e meridionale sul Mare Tirreno. Il comune di Portoferraio è considerato affacciato anche sul Mar Tirreno comprendendo nel proprio territorio l'isola di Montecristo, posta a sud dell'isola d'Elba.
In grassetto sono evidenziati i capoluoghi di provincia, in grassetto corsivo i capoluoghi di regione.

## Mar Ligure (85 comuni)
I comuni sono elencati in senso orario
| Comune                  | Regione      | Provincia         |
| ----------------------- | ------------ | ----------------- |
| Ventimiglia             | Liguria (63) | Imperia (16)      |
| Camporosso              | Liguria (63) | Imperia (16)      |
| Vallecrosia             | Liguria (63) | Imperia (16)      |
| Bordighera              | Liguria (63) | Imperia (16)      |
| Ospedaletti             | Liguria (63) | Imperia (16)      |
| Sanremo                 | Liguria (63) | Imperia (16)      |
| Taggia                  | Liguria (63) | Imperia (16)      |
| Riva Ligure             | Liguria (63) | Imperia (16)      |
| Santo Stefano al Mare   | Liguria (63) | Imperia (16)      |
| Cipressa                | Liguria (63) | Imperia (16)      |
| Costarainera            | Liguria (63) | Imperia (16)      |
| San Lorenzo al Mare     | Liguria (63) | Imperia (16)      |
| Imperia                 | Liguria (63) | Imperia (16)      |
| Diano Marina            | Liguria (63) | Imperia (16)      |
| San Bartolomeo al Mare  | Liguria (63) | Imperia (16)      |
| Cervo                   | Liguria (63) | Imperia (16)      |
| Andora                  | Liguria (63) | Savona (19)       |
| Laigueglia              | Liguria (63) | Savona (19)       |
| Alassio                 | Liguria (63) | Savona (19)       |
| Albenga                 | Liguria (63) | Savona (19)       |
| Ceriale                 | Liguria (63) | Savona (19)       |
| Borghetto Santo Spirito | Liguria (63) | Savona (19)       |
| Loano                   | Liguria (63) | Savona (19)       |
| Pietra Ligure           | Liguria (63) | Savona (19)       |
| Borgio Verezzi          | Liguria (63) | Savona (19)       |
| Finale Ligure           | Liguria (63) | Savona (19)       |
| Noli                    | Liguria (63) | Savona (19)       |
| Spotorno                | Liguria (63) | Savona (19)       |
| Bergeggi                | Liguria (63) | Savona (19)       |
| Vado Ligure             | Liguria (63) | Savona (19)       |
| Savona                  | Liguria (63) | Savona (19)       |
| Albissola Marina        | Liguria (63) | Savona (19)       |
| Albisola Superiore      | Liguria (63) | Savona (19)       |
| Celle Ligure            | Liguria (63) | Savona (19)       |
| Varazze                 | Liguria (63) | Savona (19)       |
| Cogoleto                | Liguria (63) | Genova (16)       |
| Arenzano                | Liguria (63) | Genova (16)       |
| Genova                  | Liguria (63) | Genova (16)       |
| Bogliasco               | Liguria (63) | Genova (16)       |
| Pieve Ligure            | Liguria (63) | Genova (16)       |
| Sori                    | Liguria (63) | Genova (16)       |
| Recco                   | Liguria (63) | Genova (16)       |
| Camogli                 | Liguria (63) | Genova (16)       |
| Portofino               | Liguria (63) | Genova (16)       |
| Santa Margherita Ligure | Liguria (63) | Genova (16)       |
| Rapallo                 | Liguria (63) | Genova (16)       |
| Zoagli                  | Liguria (63) | Genova (16)       |
| Chiavari                | Liguria (63) | Genova (16)       |
| Lavagna                 | Liguria (63) | Genova (16)       |
| Sestri Levante          | Liguria (63) | Genova (16)       |
| Moneglia                | Liguria (63) | Genova (16)       |
| Deiva Marina            | Liguria (63) | La Spezia (12)    |
| Framura                 | Liguria (63) | La Spezia (12)    |
| Bonassola               | Liguria (63) | La Spezia (12)    |
| Levanto                 | Liguria (63) | La Spezia (12)    |
| Monterosso al Mare      | Liguria (63) | La Spezia (12)    |
| Vernazza                | Liguria (63) | La Spezia (12)    |
| Riomaggiore             | Liguria (63) | La Spezia (12)    |
| La Spezia               | Liguria (63) | La Spezia (12)    |
| Portovenere             | Liguria (63) | La Spezia (12)    |
| Lerici                  | Liguria (63) | La Spezia (12)    |
| Ameglia                 | Liguria (63) | La Spezia (12)    |
| Sarzana                 | Liguria (63) | La Spezia (12)    |
| Carrara                 | Toscana (22) | Massa-Carrara (3) |
| Massa                   | Toscana (22) | Massa-Carrara (3) |
| Montignoso              | Toscana (22) | Massa-Carrara (3) |
| Forte dei Marmi         | Toscana (22) | Lucca (4)         |
| Pietrasanta             | Toscana (22) | Lucca (4)         |
| Camaiore                | Toscana (22) | Lucca (4)         |
| Viareggio               | Toscana (22) | Lucca (4)         |
| Vecchiano               | Toscana (22) | Pisa (3)          |
| San Giuliano Terme      | Toscana (22) | Pisa (3)          |
| Pisa                    | Toscana (22) | Pisa (3)          |
| Livorno                 | Toscana (22) | Livorno (12)      |
| Rosignano Marittimo     | Toscana (22) | Livorno (12)      |
| Cecina                  | Toscana (22) | Livorno (12)      |
| Bibbona                 | Toscana (22) | Livorno (12)      |
| Castagneto Carducci     | Toscana (22) | Livorno (12)      |
| San Vincenzo            | Toscana (22) | Livorno (12)      |
| Piombino                | Toscana (22) | Livorno (12)      |
| Capraia Isola           | Toscana (22) | Livorno (12)      |
| Rio                     | Toscana (22) | Livorno (12)      |
| Portoferraio            | Toscana (22) | Livorno (12)      |
| Marciana Marina         | Toscana (22) | Livorno (12)      |
| Marciana                | Toscana (22) | Livorno (12)      |

## Mar Tirreno (239 comuni)
I comuni sono elencati in senso orario a partire dal promontorio di Piombino
| Comune                    | Regione        | Provincia           |
| ------------------------- | -------------- | ------------------- |
| Piombino                  | Toscana (16)   | Livorno (7)         |
| Rio                       | Toscana (16)   | Livorno (7)         |
| Portoferraio              | Toscana (16)   | Livorno (7)         |
| Marciana                  | Toscana (16)   | Livorno (7)         |
| Campo nell'Elba           | Toscana (16)   | Livorno (7)         |
| Capoliveri                | Toscana (16)   | Livorno (7)         |
| Porto Azzurro             | Toscana (16)   | Livorno (7)         |
| Follonica                 | Toscana (16)   | Grosseto (9)        |
| Scarlino                  | Toscana (16)   | Grosseto (9)        |
| Castiglione della Pescaia | Toscana (16)   | Grosseto (9)        |
| Grosseto                  | Toscana (16)   | Grosseto (9)        |
| Magliano in Toscana       | Toscana (16)   | Grosseto (9)        |
| Orbetello                 | Toscana (16)   | Grosseto (9)        |
| Isola del Giglio          | Toscana (16)   | Grosseto (9)        |
| Monte Argentario          | Toscana (16)   | Grosseto (9)        |
| Capalbio                  | Toscana (16)   | Grosseto (9)        |
| Montalto di Castro        | Lazio (24)     | Viterbo (2)         |
| Tarquinia                 | Lazio (24)     | Viterbo (2)         |
| Civitavecchia             | Lazio (24)     | Roma (10)           |
| Santa Marinella           | Lazio (24)     | Roma (10)           |
| Cerveteri                 | Lazio (24)     | Roma (10)           |
| Ladispoli                 | Lazio (24)     | Roma (10)           |
| Fiumicino                 | Lazio (24)     | Roma (10)           |
| Roma                      | Lazio (24)     | Roma (10)           |
| Pomezia                   | Lazio (24)     | Roma (10)           |
| Ardea                     | Lazio (24)     | Roma (10)           |
| Anzio                     | Lazio (24)     | Roma (10)           |
| Nettuno                   | Lazio (24)     | Roma (10)           |
| Latina                    | Lazio (24)     | Latina (12)         |
| Sabaudia                  | Lazio (24)     | Latina (12)         |
| San Felice Circeo         | Lazio (24)     | Latina (12)         |
| Ponza                     | Lazio (24)     | Latina (12)         |
| Ventotene                 | Lazio (24)     | Latina (12)         |
| Terracina                 | Lazio (24)     | Latina (12)         |
| Fondi                     | Lazio (24)     | Latina (12)         |
| Sperlonga                 | Lazio (24)     | Latina (12)         |
| Itri                      | Lazio (24)     | Latina (12)         |
| Gaeta                     | Lazio (24)     | Latina (12)         |
| Formia                    | Lazio (24)     | Latina (12)         |
| Minturno                  | Lazio (24)     | Latina (12)         |
| Sessa Aurunca             | Campania (60)  | Caserta (4)         |
| Cellole                   | Campania (60)  | Caserta (4)         |
| Mondragone                | Campania (60)  | Caserta (4)         |
| Castel Volturno           | Campania (60)  | Caserta (4)         |
| Giugliano in Campania     | Campania (60)  | Napoli (25)         |
| Pozzuoli                  | Campania (60)  | Napoli (25)         |
| Bacoli                    | Campania (60)  | Napoli (25)         |
| Monte di Procida          | Campania (60)  | Napoli (25)         |
| Procida                   | Campania (60)  | Napoli (25)         |
| Ischia                    | Campania (60)  | Napoli (25)         |
| Casamicciola Terme        | Campania (60)  | Napoli (25)         |
| Lacco Ameno               | Campania (60)  | Napoli (25)         |
| Forio                     | Campania (60)  | Napoli (25)         |
| Serrara Fontana           | Campania (60)  | Napoli (25)         |
| Barano d'Ischia           | Campania (60)  | Napoli (25)         |
| Napoli                    | Campania (60)  | Napoli (25)         |
| Portici                   | Campania (60)  | Napoli (25)         |
| Ercolano                  | Campania (60)  | Napoli (25)         |
| Torre del Greco           | Campania (60)  | Napoli (25)         |
| Torre Annunziata          | Campania (60)  | Napoli (25)         |
| Castellammare di Stabia   | Campania (60)  | Napoli (25)         |
| Vico Equense              | Campania (60)  | Napoli (25)         |
| Meta                      | Campania (60)  | Napoli (25)         |
| Piano di Sorrento         | Campania (60)  | Napoli (25)         |
| Sant'Agnello              | Campania (60)  | Napoli (25)         |
| Sorrento                  | Campania (60)  | Napoli (25)         |
| Massa Lubrense            | Campania (60)  | Napoli (25)         |
| Capri                     | Campania (60)  | Napoli (25)         |
| Anacapri                  | Campania (60)  | Napoli (25)         |
| Positano                  | Campania (60)  | Salerno (31)        |
| Praiano                   | Campania (60)  | Salerno (31)        |
| Furore                    | Campania (60)  | Salerno (31)        |
| Conca dei Marini          | Campania (60)  | Salerno (31)        |
| Amalfi                    | Campania (60)  | Salerno (31)        |
| Atrani                    | Campania (60)  | Salerno (31)        |
| Ravello                   | Campania (60)  | Salerno (31)        |
| Minori                    | Campania (60)  | Salerno (31)        |
| Maiori                    | Campania (60)  | Salerno (31)        |
| Cetara                    | Campania (60)  | Salerno (31)        |
| Vietri sul Mare           | Campania (60)  | Salerno (31)        |
| Salerno                   | Campania (60)  | Salerno (31)        |
| Pontecagnano Faiano       | Campania (60)  | Salerno (31)        |
| Battipaglia               | Campania (60)  | Salerno (31)        |
| Eboli                     | Campania (60)  | Salerno (31)        |
| Capaccio Paestum          | Campania (60)  | Salerno (31)        |
| Agropoli                  | Campania (60)  | Salerno (31)        |
| Castellabate              | Campania (60)  | Salerno (31)        |
| Montecorice               | Campania (60)  | Salerno (31)        |
| San Mauro Cilento         | Campania (60)  | Salerno (31)        |
| Pollica                   | Campania (60)  | Salerno (31)        |
| Casal Velino              | Campania (60)  | Salerno (31)        |
| Ascea                     | Campania (60)  | Salerno (31)        |
| Pisciotta                 | Campania (60)  | Salerno (31)        |
| Centola                   | Campania (60)  | Salerno (31)        |
| Camerota                  | Campania (60)  | Salerno (31)        |
| San Giovanni a Piro       | Campania (60)  | Salerno (31)        |
| Santa Marina              | Campania (60)  | Salerno (31)        |
| Ispani                    | Campania (60)  | Salerno (31)        |
| Vibonati                  | Campania (60)  | Salerno (31)        |
| Sapri                     | Campania (60)  | Salerno (31)        |
| Maratea                   | Basilicata (1) | Potenza (1)         |
| Tortora                   | Calabria (43)  | Cosenza (21)        |
| Praia a Mare              | Calabria (43)  | Cosenza (21)        |
| San Nicola Arcella        | Calabria (43)  | Cosenza (21)        |
| Scalea                    | Calabria (43)  | Cosenza (21)        |
| Santa Maria del Cedro     | Calabria (43)  | Cosenza (21)        |
| Grisolia                  | Calabria (43)  | Cosenza (21)        |
| Diamante                  | Calabria (43)  | Cosenza (21)        |
| Belvedere Marittimo       | Calabria (43)  | Cosenza (21)        |
| Sangineto                 | Calabria (43)  | Cosenza (21)        |
| Bonifati                  | Calabria (43)  | Cosenza (21)        |
| Cetraro                   | Calabria (43)  | Cosenza (21)        |
| Acquappesa                | Calabria (43)  | Cosenza (21)        |
| Guardia Piemontese        | Calabria (43)  | Cosenza (21)        |
| Fuscaldo                  | Calabria (43)  | Cosenza (21)        |
| Paola                     | Calabria (43)  | Cosenza (21)        |
| San Lucido                | Calabria (43)  | Cosenza (21)        |
| Falconara Albanese        | Calabria (43)  | Cosenza (21)        |
| Fiumefreddo Bruzio        | Calabria (43)  | Cosenza (21)        |
| Longobardi                | Calabria (43)  | Cosenza (21)        |
| Belmonte Calabro          | Calabria (43)  | Cosenza (21)        |
| Amantea                   | Calabria (43)  | Cosenza (21)        |
| Nocera Terinese           | Calabria (43)  | Catanzaro (5)       |
| Falerna                   | Calabria (43)  | Catanzaro (5)       |
| Gizzeria                  | Calabria (43)  | Catanzaro (5)       |
| Lamezia Terme             | Calabria (43)  | Catanzaro (5)       |
| Curinga                   | Calabria (43)  | Catanzaro (5)       |
| Pizzo                     | Calabria (43)  | Vibo Valentia (9)   |
| Vibo Valentia             | Calabria (43)  | Vibo Valentia (9)   |
| Briatico                  | Calabria (43)  | Vibo Valentia (9)   |
| Zambrone                  | Calabria (43)  | Vibo Valentia (9)   |
| Parghelia                 | Calabria (43)  | Vibo Valentia (9)   |
| Tropea                    | Calabria (43)  | Vibo Valentia (9)   |
| Ricadi                    | Calabria (43)  | Vibo Valentia (9)   |
| Joppolo                   | Calabria (43)  | Vibo Valentia (9)   |
| Nicotera                  | Calabria (43)  | Vibo Valentia (9)   |
| Rosarno                   | Calabria (43)  | Reggio Calabria (8) |
| San Ferdinando            | Calabria (43)  | Reggio Calabria (8) |
| Gioia Tauro               | Calabria (43)  | Reggio Calabria (8) |
| Palmi                     | Calabria (43)  | Reggio Calabria (8) |
| Seminara                  | Calabria (43)  | Reggio Calabria (8) |
| Bagnara Calabra           | Calabria (43)  | Reggio Calabria (8) |
| Scilla                    | Calabria (43)  | Reggio Calabria (8) |
| Villa San Giovanni        | Calabria (43)  | Reggio Calabria (8) |
| Messina                   | Sicilia (68)   | Messina (35)        |
| Villafranca Tirrena       | Sicilia (68)   | Messina (35)        |
| Saponara                  | Sicilia (68)   | Messina (35)        |
| Rometta                   | Sicilia (68)   | Messina (35)        |
| Spadafora                 | Sicilia (68)   | Messina (35)        |
| Venetico                  | Sicilia (68)   | Messina (35)        |
| Valdina                   | Sicilia (68)   | Messina (35)        |
| Torregrotta               | Sicilia (68)   | Messina (35)        |
| San Pier Niceto           | Sicilia (68)   | Messina (35)        |
| Pace del Mela             | Sicilia (68)   | Messina (35)        |
| San Filippo del Mela      | Sicilia (68)   | Messina (35)        |
| Milazzo                   | Sicilia (68)   | Messina (35)        |
| Barcellona Pozzo di Gotto | Sicilia (68)   | Messina (35)        |
| Terme Vigliatore          | Sicilia (68)   | Messina (35)        |
| Furnari                   | Sicilia (68)   | Messina (35)        |
| Falcone                   | Sicilia (68)   | Messina (35)        |
| Oliveri                   | Sicilia (68)   | Messina (35)        |
| Patti                     | Sicilia (68)   | Messina (35)        |
| Gioiosa Marea             | Sicilia (68)   | Messina (35)        |
| Piraino                   | Sicilia (68)   | Messina (35)        |
| Brolo                     | Sicilia (68)   | Messina (35)        |
| Naso                      | Sicilia (68)   | Messina (35)        |
| Capo d'Orlando            | Sicilia (68)   | Messina (35)        |
| Lipari                    | Sicilia (68)   | Messina (35)        |
| Santa Marina Salina       | Sicilia (68)   | Messina (35)        |
| Leni                      | Sicilia (68)   | Messina (35)        |
| Malfa                     | Sicilia (68)   | Messina (35)        |
| Torrenova                 | Sicilia (68)   | Messina (35)        |
| Sant'Agata di Militello   | Sicilia (68)   | Messina (35)        |
| Acquedolci                | Sicilia (68)   | Messina (35)        |
| Caronia                   | Sicilia (68)   | Messina (35)        |
| Santo Stefano di Camastra | Sicilia (68)   | Messina (35)        |
| Reitano                   | Sicilia (68)   | Messina (35)        |
| Motta d'Affermo           | Sicilia (68)   | Messina (35)        |
| Tusa                      | Sicilia (68)   | Messina (35)        |
| San Mauro Castelverde     | Sicilia (68)   | Palermo (22)        |
| Pollina                   | Sicilia (68)   | Palermo (22)        |
| Cefalù                    | Sicilia (68)   | Palermo (22)        |
| Lascari                   | Sicilia (68)   | Palermo (22)        |
| Campofelice di Roccella   | Sicilia (68)   | Palermo (22)        |
| Termini Imerese           | Sicilia (68)   | Palermo (22)        |
| Trabia                    | Sicilia (68)   | Palermo (22)        |
| Altavilla Milicia         | Sicilia (68)   | Palermo (22)        |
| Casteldaccia              | Sicilia (68)   | Palermo (22)        |
| Santa Flavia              | Sicilia (68)   | Palermo (22)        |
| Bagheria                  | Sicilia (68)   | Palermo (22)        |
| Ficarazzi                 | Sicilia (68)   | Palermo (22)        |
| Palermo                   | Sicilia (68)   | Palermo (22)        |
| Ustica                    | Sicilia (68)   | Palermo (22)        |
| Torretta                  | Sicilia (68)   | Palermo (22)        |
| Isola delle Femmine       | Sicilia (68)   | Palermo (22)        |
| Capaci                    | Sicilia (68)   | Palermo (22)        |
| Carini                    | Sicilia (68)   | Palermo (22)        |
| Cinisi                    | Sicilia (68)   | Palermo (22)        |
| Terrasini                 | Sicilia (68)   | Palermo (22)        |
| Trappeto                  | Sicilia (68)   | Palermo (22)        |
| Balestrate                | Sicilia (68)   | Palermo (22)        |
| Alcamo                    | Sicilia (68)   | Trapani (11)        |
| Castellammare del Golfo   | Sicilia (68)   | Trapani (11)        |
| San Vito Lo Capo          | Sicilia (68)   | Trapani (11)        |
| Custonaci                 | Sicilia (68)   | Trapani (11)        |
| Valderice                 | Sicilia (68)   | Trapani (11)        |
| Erice                     | Sicilia (68)   | Trapani (11)        |
| Trapani                   | Sicilia (68)   | Trapani (11)        |
| Paceco                    | Sicilia (68)   | Trapani (11)        |
| Misiliscemi               | Sicilia (68)   | Trapani (11)        |
| Favignana                 | Sicilia (68)   | Trapani (11)        |
| Marsala                   | Sicilia (68)   | Trapani (11)        |
| Villasimius               | Sardegna (27)  | Sud Sardegna (4)    |
| Castiadas                 | Sardegna (27)  | Sud Sardegna (4)    |
| Muravera                  | Sardegna (27)  | Sud Sardegna (4)    |
| Villaputzu                | Sardegna (27)  | Sud Sardegna (4)    |
| Arzana                    | Sardegna (27)  | Nuoro (14)          |
| Lanusei                   | Sardegna (27)  | Nuoro (14)          |
| Loceri                    | Sardegna (27)  | Nuoro (14)          |
| Tertenia                  | Sardegna (27)  | Nuoro (14)          |
| Gairo                     | Sardegna (27)  | Nuoro (14)          |
| Cardedu                   | Sardegna (27)  | Nuoro (14)          |
| Bari Sardo                | Sardegna (27)  | Nuoro (14)          |
| Tortolì                   | Sardegna (27)  | Nuoro (14)          |
| Lotzorai                  | Sardegna (27)  | Nuoro (14)          |
| Baunei                    | Sardegna (27)  | Nuoro (14)          |
| Dorgali                   | Sardegna (27)  | Nuoro (14)          |
| Orosei                    | Sardegna (27)  | Nuoro (14)          |
| Siniscola                 | Sardegna (27)  | Nuoro (14)          |
| Posada                    | Sardegna (27)  | Nuoro (14)          |
| Budoni                    | Sardegna (27)  | Sassari (9)         |
| San Teodoro               | Sardegna (27)  | Sassari (9)         |
| Loiri Porto San Paolo     | Sardegna (27)  | Sassari (9)         |
| Olbia                     | Sardegna (27)  | Sassari (9)         |
| Golfo Aranci              | Sardegna (27)  | Sassari (9)         |
| Arzachena                 | Sardegna (27)  | Sassari (9)         |
| Palau                     | Sardegna (27)  | Sassari (9)         |
| La Maddalena              | Sardegna (27)  | Sassari (9)         |
| Santa Teresa Gallura      | Sardegna (27)  | Sassari (9)         |

## Mar di Sardegna (38 comuni)
I comuni sono elencati da nord a sud
| Comune                     | Regione       | Provincia         |
| -------------------------- | ------------- | ----------------- |
| Santa Teresa Gallura       | Sardegna (38) | Sassari (12)      |
| Aglientu                   | Sardegna (38) | Sassari (12)      |
| Trinità d'Agultu e Vignola | Sardegna (38) | Sassari (12)      |
| Badesi                     | Sardegna (38) | Sassari (12)      |
| Valledoria                 | Sardegna (38) | Sassari (12)      |
| Castelsardo                | Sardegna (38) | Sassari (12)      |
| Sorso                      | Sardegna (38) | Sassari (12)      |
| Porto Torres               | Sardegna (38) | Sassari (12)      |
| Stintino                   | Sardegna (38) | Sassari (12)      |
| Sassari                    | Sardegna (38) | Sassari (12)      |
| Alghero                    | Sardegna (38) | Sassari (12)      |
| Villanova Monteleone       | Sardegna (38) | Sassari (12)      |
| Bosa                       | Sardegna (38) | Oristano (12)     |
| Magomadas                  | Sardegna (38) | Oristano (12)     |
| Tresnuraghes               | Sardegna (38) | Oristano (12)     |
| Cuglieri                   | Sardegna (38) | Oristano (12)     |
| Narbolia                   | Sardegna (38) | Oristano (12)     |
| San Vero Milis             | Sardegna (38) | Oristano (12)     |
| Riola Sardo                | Sardegna (38) | Oristano (12)     |
| Cabras                     | Sardegna (38) | Oristano (12)     |
| Oristano                   | Sardegna (38) | Oristano (12)     |
| Santa Giusta               | Sardegna (38) | Oristano (12)     |
| Arborea                    | Sardegna (38) | Oristano (12)     |
| Terralba                   | Sardegna (38) | Oristano (12)     |
| Arbus                      | Sardegna (38) | Sud Sardegna (14) |
| Fluminimaggiore            | Sardegna (38) | Sud Sardegna (14) |
| Buggerru                   | Sardegna (38) | Sud Sardegna (14) |
| Iglesias                   | Sardegna (38) | Sud Sardegna (14) |
| Gonnesa                    | Sardegna (38) | Sud Sardegna (14) |
| Portoscuso                 | Sardegna (38) | Sud Sardegna (14) |
| Carloforte                 | Sardegna (38) | Sud Sardegna (14) |
| Sant'Antioco               | Sardegna (38) | Sud Sardegna (14) |
| Calasetta                  | Sardegna (38) | Sud Sardegna (14) |
| San Giovanni Suergiu       | Sardegna (38) | Sud Sardegna (14) |
| Giba                       | Sardegna (38) | Sud Sardegna (14) |
| Masainas                   | Sardegna (38) | Sud Sardegna (14) |
| Sant'Anna Arresi           | Sardegna (38) | Sud Sardegna (14) |
| Teulada                    | Sardegna (38) | Sud Sardegna (14) |

## Canale di Sardegna (10 comuni)
I comuni sono elencati da ovest a est
| Comune            | Regione       | Provincia        |
| ----------------- | ------------- | ---------------- |
| Teulada           | Sardegna (10) | Sud Sardegna (2) |
| Domus de Maria    | Sardegna (10) | Sud Sardegna (2) |
| Pula              | Sardegna (10) | Cagliari (7)     |
| Sarroch           | Sardegna (10) | Cagliari (7)     |
| Capoterra         | Sardegna (10) | Cagliari (7)     |
| Cagliari          | Sardegna (10) | Cagliari (7)     |
| Quartu Sant'Elena | Sardegna (10) | Cagliari (7)     |
| Maracalagonis     | Sardegna (10) | Cagliari (7)     |
| Sinnai            | Sardegna (10) | Cagliari (7)     |
| Villasimius       | Sardegna (10) | Sud Sardegna (1) |

## Canale di Sicilia (30 comuni)
I comuni sono elencati da ovest a est
| Comune                    | Regione      | Provincia         |
| ------------------------- | ------------ | ----------------- |
| Marsala                   | Sicilia (30) | Trapani (6)       |
| Petrosino                 | Sicilia (30) | Trapani (6)       |
| Mazara del Vallo          | Sicilia (30) | Trapani (6)       |
| Pantelleria               | Sicilia (30) | Trapani (6)       |
| Campobello di Mazara      | Sicilia (30) | Trapani (6)       |
| Castelvetrano             | Sicilia (30) | Trapani (6)       |
| Menfi                     | Sicilia (30) | Agrigento (12)    |
| Sciacca                   | Sicilia (30) | Agrigento (12)    |
| Ribera                    | Sicilia (30) | Agrigento (12)    |
| Cattolica Eraclea         | Sicilia (30) | Agrigento (12)    |
| Montallegro               | Sicilia (30) | Agrigento (12)    |
| Siculiana                 | Sicilia (30) | Agrigento (12)    |
| Realmonte                 | Sicilia (30) | Agrigento (12)    |
| Porto Empedocle           | Sicilia (30) | Agrigento (12)    |
| Lampedusa e Linosa        | Sicilia (30) | Agrigento (12)    |
| Agrigento                 | Sicilia (30) | Agrigento (12)    |
| Licata                    | Sicilia (30) | Agrigento (12)    |
| Palma di Montechiaro      | Sicilia (30) | Agrigento (12)    |
| Butera                    | Sicilia (30) | Caltanissetta (2) |
| Gela                      | Sicilia (30) | Caltanissetta (2) |
| Acate                     | Sicilia (30) | Ragusa (8)        |
| Vittoria                  | Sicilia (30) | Ragusa (8)        |
| Santa Croce Camerina      | Sicilia (30) | Ragusa (8)        |
| Ragusa                    | Sicilia (30) | Ragusa (8)        |
| Scicli                    | Sicilia (30) | Ragusa (8)        |
| Modica                    | Sicilia (30) | Ragusa (8)        |
| Pozzallo                  | Sicilia (30) | Ragusa (8)        |
| Ispica                    | Sicilia (30) | Ragusa (8)        |
| Pachino                   | Sicilia (30) | Siracusa (2)      |
| Portopalo di Capo Passero | Sicilia (30) | Siracusa (2)      |

## Mar Ionio (131 comuni)
I comuni sono elencati in senso orario
| Comune                           | Regione        | Provincia            |
| -------------------------------- | -------------- | -------------------- |
| Portopalo di Capo Passero        | Sicilia (29)   | Siracusa (9)         |
| Pachino                          | Sicilia (29)   | Siracusa (9)         |
| Noto                             | Sicilia (29)   | Siracusa (9)         |
| Avola                            | Sicilia (29)   | Siracusa (9)         |
| Siracusa                         | Sicilia (29)   | Siracusa (9)         |
| Priolo Gargallo                  | Sicilia (29)   | Siracusa (9)         |
| Melilli                          | Sicilia (29)   | Siracusa (9)         |
| Augusta                          | Sicilia (29)   | Siracusa (9)         |
| Carlentini                       | Sicilia (29)   | Siracusa (9)         |
| Catania                          | Sicilia (29)   | Catania (7)          |
| Aci Castello                     | Sicilia (29)   | Catania (7)          |
| Acireale                         | Sicilia (29)   | Catania (7)          |
| Riposto                          | Sicilia (29)   | Catania (7)          |
| Mascali                          | Sicilia (29)   | Catania (7)          |
| Fiumefreddo di Sicilia           | Sicilia (29)   | Catania (7)          |
| Calatabiano                      | Sicilia (29)   | Catania (7)          |
| Giardini Naxos                   | Sicilia (29)   | Messina (13)         |
| Taormina                         | Sicilia (29)   | Messina (13)         |
| Letojanni                        | Sicilia (29)   | Messina (13)         |
| Forza d'Agrò                     | Sicilia (29)   | Messina (13)         |
| Sant'Alessio Siculo              | Sicilia (29)   | Messina (13)         |
| Santa Teresa di Riva             | Sicilia (29)   | Messina (13)         |
| Furci Siculo                     | Sicilia (29)   | Messina (13)         |
| Roccalumera                      | Sicilia (29)   | Messina (13)         |
| Nizza di Sicilia                 | Sicilia (29)   | Messina (13)         |
| Alì Terme                        | Sicilia (29)   | Messina (13)         |
| Itala                            | Sicilia (29)   | Messina (13)         |
| Scaletta Zanclea                 | Sicilia (29)   | Messina (13)         |
| Messina                          | Sicilia (29)   | Messina (13)         |
| Villa San Giovanni               | Calabria (73)  | Reggio Calabria (30) |
| Reggio Calabria                  | Calabria (73)  | Reggio Calabria (30) |
| Motta San Giovanni               | Calabria (73)  | Reggio Calabria (30) |
| Montebello Jonico                | Calabria (73)  | Reggio Calabria (30) |
| Melito di Porto Salvo            | Calabria (73)  | Reggio Calabria (30) |
| San Lorenzo                      | Calabria (73)  | Reggio Calabria (30) |
| Condofuri                        | Calabria (73)  | Reggio Calabria (30) |
| Bova Marina                      | Calabria (73)  | Reggio Calabria (30) |
| Palizzi                          | Calabria (73)  | Reggio Calabria (30) |
| Brancaleone                      | Calabria (73)  | Reggio Calabria (30) |
| Bruzzano Zeffirio                | Calabria (73)  | Reggio Calabria (30) |
| Ferruzzano                       | Calabria (73)  | Reggio Calabria (30) |
| Bianco                           | Calabria (73)  | Reggio Calabria (30) |
| Africo                           | Calabria (73)  | Reggio Calabria (30) |
| Casignana                        | Calabria (73)  | Reggio Calabria (30) |
| Bovalino                         | Calabria (73)  | Reggio Calabria (30) |
| Ardore                           | Calabria (73)  | Reggio Calabria (30) |
| Sant'Ilario dello Ionio          | Calabria (73)  | Reggio Calabria (30) |
| Portigliola                      | Calabria (73)  | Reggio Calabria (30) |
| Locri                            | Calabria (73)  | Reggio Calabria (30) |
| Siderno                          | Calabria (73)  | Reggio Calabria (30) |
| Grotteria                        | Calabria (73)  | Reggio Calabria (30) |
| Marina di Gioiosa Ionica         | Calabria (73)  | Reggio Calabria (30) |
| Roccella Ionica                  | Calabria (73)  | Reggio Calabria (30) |
| Caulonia                         | Calabria (73)  | Reggio Calabria (30) |
| Stignano                         | Calabria (73)  | Reggio Calabria (30) |
| Riace                            | Calabria (73)  | Reggio Calabria (30) |
| Camini                           | Calabria (73)  | Reggio Calabria (30) |
| Stilo                            | Calabria (73)  | Reggio Calabria (30) |
| Monasterace                      | Calabria (73)  | Reggio Calabria (30) |
| Guardavalle                      | Calabria (73)  | Catanzaro (20)       |
| Santa Caterina dello Ionio       | Calabria (73)  | Catanzaro (20)       |
| Badolato                         | Calabria (73)  | Catanzaro (20)       |
| Isca sullo Ionio                 | Calabria (73)  | Catanzaro (20)       |
| Sant'Andrea Apostolo dello Ionio | Calabria (73)  | Catanzaro (20)       |
| San Sostene                      | Calabria (73)  | Catanzaro (20)       |
| Davoli                           | Calabria (73)  | Catanzaro (20)       |
| Satriano                         | Calabria (73)  | Catanzaro (20)       |
| Soverato                         | Calabria (73)  | Catanzaro (20)       |
| Montepaone                       | Calabria (73)  | Catanzaro (20)       |
| Montauro                         | Calabria (73)  | Catanzaro (20)       |
| Stalettì                         | Calabria (73)  | Catanzaro (20)       |
| Squillace                        | Calabria (73)  | Catanzaro (20)       |
| Borgia                           | Calabria (73)  | Catanzaro (20)       |
| Catanzaro                        | Calabria (73)  | Catanzaro (20)       |
| Simeri Crichi                    | Calabria (73)  | Catanzaro (20)       |
| Sellia Marina                    | Calabria (73)  | Catanzaro (20)       |
| Cropani                          | Calabria (73)  | Catanzaro (20)       |
| Botricello                       | Calabria (73)  | Catanzaro (20)       |
| Belcastro                        | Calabria (73)  | Catanzaro (20)       |
| Cutro                            | Calabria (73)  | Crotone (8)          |
| Isola di Capo Rizzuto            | Calabria (73)  | Crotone (8)          |
| Crotone                          | Calabria (73)  | Crotone (8)          |
| Strongoli                        | Calabria (73)  | Crotone (8)          |
| Melissa                          | Calabria (73)  | Crotone (8)          |
| Cirò Marina                      | Calabria (73)  | Crotone (8)          |
| Cirò                             | Calabria (73)  | Crotone (8)          |
| Crucoli                          | Calabria (73)  | Crotone (8)          |
| Cariati                          | Calabria (73)  | Cosenza (15)         |
| Scala Coeli                      | Calabria (73)  | Cosenza (15)         |
| Mandatoriccio                    | Calabria (73)  | Cosenza (15)         |
| Pietrapaola                      | Calabria (73)  | Cosenza (15)         |
| Calopezzati                      | Calabria (73)  | Cosenza (15)         |
| Crosia                           | Calabria (73)  | Cosenza (15)         |
| Corigliano-Rossano               | Calabria (73)  | Cosenza (15)         |
| Cassano all'Ionio                | Calabria (73)  | Cosenza (15)         |
| Villapiana                       | Calabria (73)  | Cosenza (15)         |
| Trebisacce                       | Calabria (73)  | Cosenza (15)         |
| Albidona                         | Calabria (73)  | Cosenza (15)         |
| Amendolara                       | Calabria (73)  | Cosenza (15)         |
| Roseto Capo Spulico              | Calabria (73)  | Cosenza (15)         |
| Montegiordano                    | Calabria (73)  | Cosenza (15)         |
| Rocca Imperiale                  | Calabria (73)  | Cosenza (15)         |
| Nova Siri                        | Basilicata (6) | Matera (6)           |
| Rotondella                       | Basilicata (6) | Matera (6)           |
| Policoro                         | Basilicata (6) | Matera (6)           |
| Scanzano Jonico                  | Basilicata (6) | Matera (6)           |
| Pisticci                         | Basilicata (6) | Matera (6)           |
| Bernalda                         | Basilicata (6) | Matera (6)           |
| Ginosa                           | Puglia (23)    | Taranto (11)         |
| Castellaneta                     | Puglia (23)    | Taranto (11)         |
| Palagiano                        | Puglia (23)    | Taranto (11)         |
| Massafra                         | Puglia (23)    | Taranto (11)         |
| Taranto                          | Puglia (23)    | Taranto (11)         |
| Leporano                         | Puglia (23)    | Taranto (11)         |
| Pulsano                          | Puglia (23)    | Taranto (11)         |
| Lizzano                          | Puglia (23)    | Taranto (11)         |
| Torricella                       | Puglia (23)    | Taranto (11)         |
| Maruggio                         | Puglia (23)    | Taranto (11)         |
| Manduria                         | Puglia (23)    | Taranto (11)         |
| Porto Cesareo                    | Puglia (23)    | Lecce (12)           |
| Nardò                            | Puglia (23)    | Lecce (12)           |
| Galatone                         | Puglia (23)    | Lecce (12)           |
| Gallipoli                        | Puglia (23)    | Lecce (12)           |
| Taviano                          | Puglia (23)    | Lecce (12)           |
| Racale                           | Puglia (23)    | Lecce (12)           |
| Alliste                          | Puglia (23)    | Lecce (12)           |
| Ugento                           | Puglia (23)    | Lecce (12)           |
| Salve                            | Puglia (23)    | Lecce (12)           |
| Morciano di Leuca                | Puglia (23)    | Lecce (12)           |
| Patù                             | Puglia (23)    | Lecce (12)           |
| Castrignano del Capo             | Puglia (23)    | Lecce (12)           |

## Mare Adriatico (123 comuni)
I comuni sono elencati in senso orario
| Comune                     | Regione                   | Provincia                 |
| -------------------------- | ------------------------- | ------------------------- |
| Castrignano del Capo       | Puglia (45)               | Lecce (14)                |
| Gagliano del Capo          | Puglia (45)               | Lecce (14)                |
| Alessano                   | Puglia (45)               | Lecce (14)                |
| Corsano                    | Puglia (45)               | Lecce (14)                |
| Tiggiano                   | Puglia (45)               | Lecce (14)                |
| Tricase                    | Puglia (45)               | Lecce (14)                |
| Andrano                    | Puglia (45)               | Lecce (14)                |
| Diso                       | Puglia (45)               | Lecce (14)                |
| Castro                     | Puglia (45)               | Lecce (14)                |
| Santa Cesarea Terme        | Puglia (45)               | Lecce (14)                |
| Otranto                    | Puglia (45)               | Lecce (14)                |
| Melendugno                 | Puglia (45)               | Lecce (14)                |
| Vernole                    | Puglia (45)               | Lecce (14)                |
| Lecce                      | Puglia (45)               | Lecce (14)                |
| Torchiarolo                | Puglia (45)               | Brindisi (6)              |
| San Pietro Vernotico       | Puglia (45)               | Brindisi (6)              |
| Brindisi                   | Puglia (45)               | Brindisi (6)              |
| Carovigno                  | Puglia (45)               | Brindisi (6)              |
| Ostuni                     | Puglia (45)               | Brindisi (6)              |
| Fasano                     | Puglia (45)               | Brindisi (6)              |
| Monopoli                   | Puglia (45)               | Bari (6)                  |
| Polignano a Mare           | Puglia (45)               | Bari (6)                  |
| Mola di Bari               | Puglia (45)               | Bari (6)                  |
| Bari                       | Puglia (45)               | Bari (6)                  |
| Giovinazzo                 | Puglia (45)               | Bari (6)                  |
| Molfetta                   | Puglia (45)               | Bari (6)                  |
| Bisceglie                  | Puglia (45)               | Barletta-Andria-Trani (4) |
| Trani                      | Puglia (45)               | Barletta-Andria-Trani (4) |
| Barletta                   | Puglia (45)               | Barletta-Andria-Trani (4) |
| Margherita di Savoia       | Puglia (45)               | Barletta-Andria-Trani (4) |
| Zapponeta                  | Puglia (45)               | Foggia (15)               |
| Manfredonia                | Puglia (45)               | Foggia (15)               |
| Monte Sant'Angelo          | Puglia (45)               | Foggia (15)               |
| Mattinata                  | Puglia (45)               | Foggia (15)               |
| Vieste                     | Puglia (45)               | Foggia (15)               |
| Peschici                   | Puglia (45)               | Foggia (15)               |
| Vico del Gargano           | Puglia (45)               | Foggia (15)               |
| Rodi Garganico             | Puglia (45)               | Foggia (15)               |
| Ischitella                 | Puglia (45)               | Foggia (15)               |
| Cagnano Varano             | Puglia (45)               | Foggia (15)               |
| San Nicandro Garganico     | Puglia (45)               | Foggia (15)               |
| Isole Tremiti              | Puglia (45)               | Foggia (15)               |
| Lesina                     | Puglia (45)               | Foggia (15)               |
| Serracapriola              | Puglia (45)               | Foggia (15)               |
| Chieuti                    | Puglia (45)               | Foggia (15)               |
| Campomarino                | Molise (4)                | Campobasso (4)            |
| Termoli                    | Molise (4)                | Campobasso (4)            |
| Petacciato                 | Molise (4)                | Campobasso (4)            |
| Montenero di Bisaccia      | Molise (4)                | Campobasso (4)            |
| San Salvo                  | Abruzzo (19)              | Chieti (9)                |
| Vasto                      | Abruzzo (19)              | Chieti (9)                |
| Casalbordino               | Abruzzo (19)              | Chieti (9)                |
| Torino di Sangro           | Abruzzo (19)              | Chieti (9)                |
| Fossacesia                 | Abruzzo (19)              | Chieti (9)                |
| Rocca San Giovanni         | Abruzzo (19)              | Chieti (9)                |
| San Vito Chietino          | Abruzzo (19)              | Chieti (9)                |
| Ortona                     | Abruzzo (19)              | Chieti (9)                |
| Francavilla al Mare        | Abruzzo (19)              | Chieti (9)                |
| Pescara                    | Abruzzo (19)              | Pescara (3)               |
| Montesilvano               | Abruzzo (19)              | Pescara (3)               |
| Città Sant'Angelo          | Abruzzo (19)              | Pescara (3)               |
| Silvi                      | Abruzzo (19)              | Teramo (7)                |
| Pineto                     | Abruzzo (19)              | Teramo (7)                |
| Roseto degli Abruzzi       | Abruzzo (19)              | Teramo (7)                |
| Giulianova                 | Abruzzo (19)              | Teramo (7)                |
| Tortoreto                  | Abruzzo (19)              | Teramo (7)                |
| Alba Adriatica             | Abruzzo (19)              | Teramo (7)                |
| Martinsicuro               | Abruzzo (19)              | Teramo (7)                |
| San Benedetto del Tronto   | Marche (23)               | Ascoli Piceno (4)         |
| Grottammare                | Marche (23)               | Ascoli Piceno (4)         |
| Cupra Marittima            | Marche (23)               | Ascoli Piceno (4)         |
| Massignano                 | Marche (23)               | Ascoli Piceno (4)         |
| Campofilone                | Marche (23)               | Fermo (6)                 |
| Pedaso                     | Marche (23)               | Fermo (6)                 |
| Altidona                   | Marche (23)               | Fermo (6)                 |
| Fermo                      | Marche (23)               | Fermo (6)                 |
| Porto San Giorgio          | Marche (23)               | Fermo (6)                 |
| Porto Sant'Elpidio         | Marche (23)               | Fermo (6)                 |
| Civitanova Marche          | Marche (23)               | Macerata (3)              |
| Potenza Picena             | Marche (23)               | Macerata (3)              |
| Porto Recanati             | Marche (23)               | Macerata (3)              |
| Numana                     | Marche (23)               | Ancona (6)                |
| Sirolo                     | Marche (23)               | Ancona (6)                |
| Ancona                     | Marche (23)               | Ancona (6)                |
| Falconara Marittima        | Marche (23)               | Ancona (6)                |
| Montemarciano              | Marche (23)               | Ancona (6)                |
| Senigallia                 | Marche (23)               | Ancona (6)                |
| Mondolfo                   | Marche (23)               | Pesaro e Urbino (4)       |
| Fano                       | Marche (23)               | Pesaro e Urbino (4)       |
| Pesaro                     | Marche (23)               | Pesaro e Urbino (4)       |
| Gabicce Mare               | Marche (23)               | Pesaro e Urbino (4)       |
| Cattolica                  | Emilia-Romagna (14)       | Rimini (5)                |
| Misano Adriatico           | Emilia-Romagna (14)       | Rimini (5)                |
| Riccione                   | Emilia-Romagna (14)       | Rimini (5)                |
| Rimini                     | Emilia-Romagna (14)       | Rimini (5)                |
| Bellaria-Igea Marina       | Emilia-Romagna (14)       | Rimini (5)                |
| San Mauro Pascoli          | Emilia-Romagna (14)       | Forlì-Cesena (4)          |
| Savignano sul Rubicone     | Emilia-Romagna (14)       | Forlì-Cesena (4)          |
| Gatteo                     | Emilia-Romagna (14)       | Forlì-Cesena (4)          |
| Cesenatico                 | Emilia-Romagna (14)       | Forlì-Cesena (4)          |
| Cervia                     | Emilia-Romagna (14)       | Ravenna (2)               |
| Ravenna                    | Emilia-Romagna (14)       | Ravenna (2)               |
| Comacchio                  | Emilia-Romagna (14)       | Ferrara (3)               |
| Codigoro                   | Emilia-Romagna (14)       | Ferrara (3)               |
| Goro                       | Emilia-Romagna (14)       | Ferrara (3)               |
| Ariano nel Polesine        | Veneto (11)               | Rovigo (4)                |
| Porto Tolle                | Veneto (11)               | Rovigo (4)                |
| Porto Viro                 | Veneto (11)               | Rovigo (4)                |
| Rosolina                   | Veneto (11)               | Rovigo (4)                |
| Chioggia                   | Veneto (11)               | Venezia (7)               |
| Venezia                    | Veneto (11)               | Venezia (7)               |
| Cavallino-Treporti         | Veneto (11)               | Venezia (7)               |
| Jesolo                     | Veneto (11)               | Venezia (7)               |
| Eraclea                    | Veneto (11)               | Venezia (7)               |
| Caorle                     | Veneto (11)               | Venezia (7)               |
| San Michele al Tagliamento | Veneto (11)               | Venezia (7)               |
| Lignano Sabbiadoro         | Friuli-Venezia Giulia (8) | Udine (2)                 |
| Marano Lagunare            | Friuli-Venezia Giulia (8) | Udine (2)                 |
| Grado                      | Friuli-Venezia Giulia (8) | Gorizia (3)               |
| Staranzano                 | Friuli-Venezia Giulia (8) | Gorizia (3)               |
| Monfalcone                 | Friuli-Venezia Giulia (8) | Gorizia (3)               |
| Duino-Aurisina             | Friuli-Venezia Giulia (8) | Trieste (3)               |
| Trieste                    | Friuli-Venezia Giulia (8) | Trieste (3)               |
| Muggia                     | Friuli-Venezia Giulia (8) | Trieste (3)               |